# Ankyloglossie
Ankyloglossie est un terme médical signifiant « langue serrée ou courbée », désignant une pathologie fréquente : un frein de langue trop court ayant pour conséquence une limitation des mouvements linguaux (touchant de 3,2 à 4,8 % de la population générale selon les séries et sous-estimée faute de diagnostic quand ses symptômes sont peu apparents). De plus en plus de praticiens y accordent de l'attention, dans le monde avec une augmentation des actes chirurgicaux de freinectomie, augmentation qui inquiète en France certains experts et l'Académie nationale de médecine, car nombre de ces actes ne semblent pas médicalement justifiés.

## Origine
C'est une anomalie due à un défaut d’apoptose cellulaire durant l’embryogénèse entre le plancher buccal et la langue, souvent d'origine génétique, et conduisant à un frein de langue trop court et fibreux. 

## Conséquence

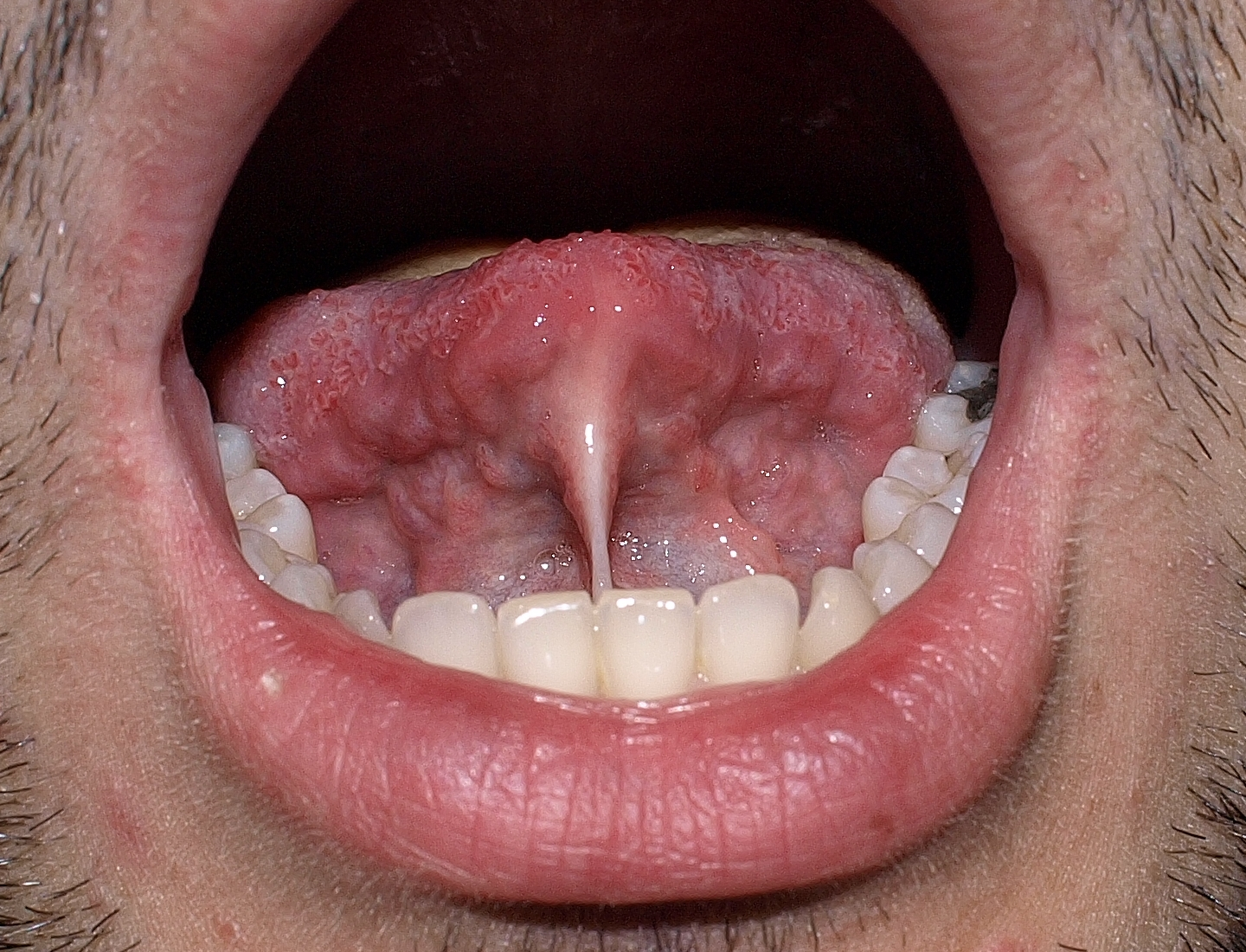
Frein lingual

Quand elle est sévère, la langue n'a pas ou peu de mobilité (en raison du frein lingual anormalement court) ; l'ankyloglossie peut alors être la cause de nombreux maux : reflux gastro-œsophagien (RGO) des nourrissons, trouble de l'oralité, palais creux, otites à répétition, etc. .

## Prévalence
On estime que 25% de la population aurait un frein buccal restrictif,.
L'opération chirurgicale corrigeant l'ankyloglossie par l'ablation du frein lingual est une frénectomie (mot pouvant aussi s'écrire freinectomie).

## Galerie de photographies

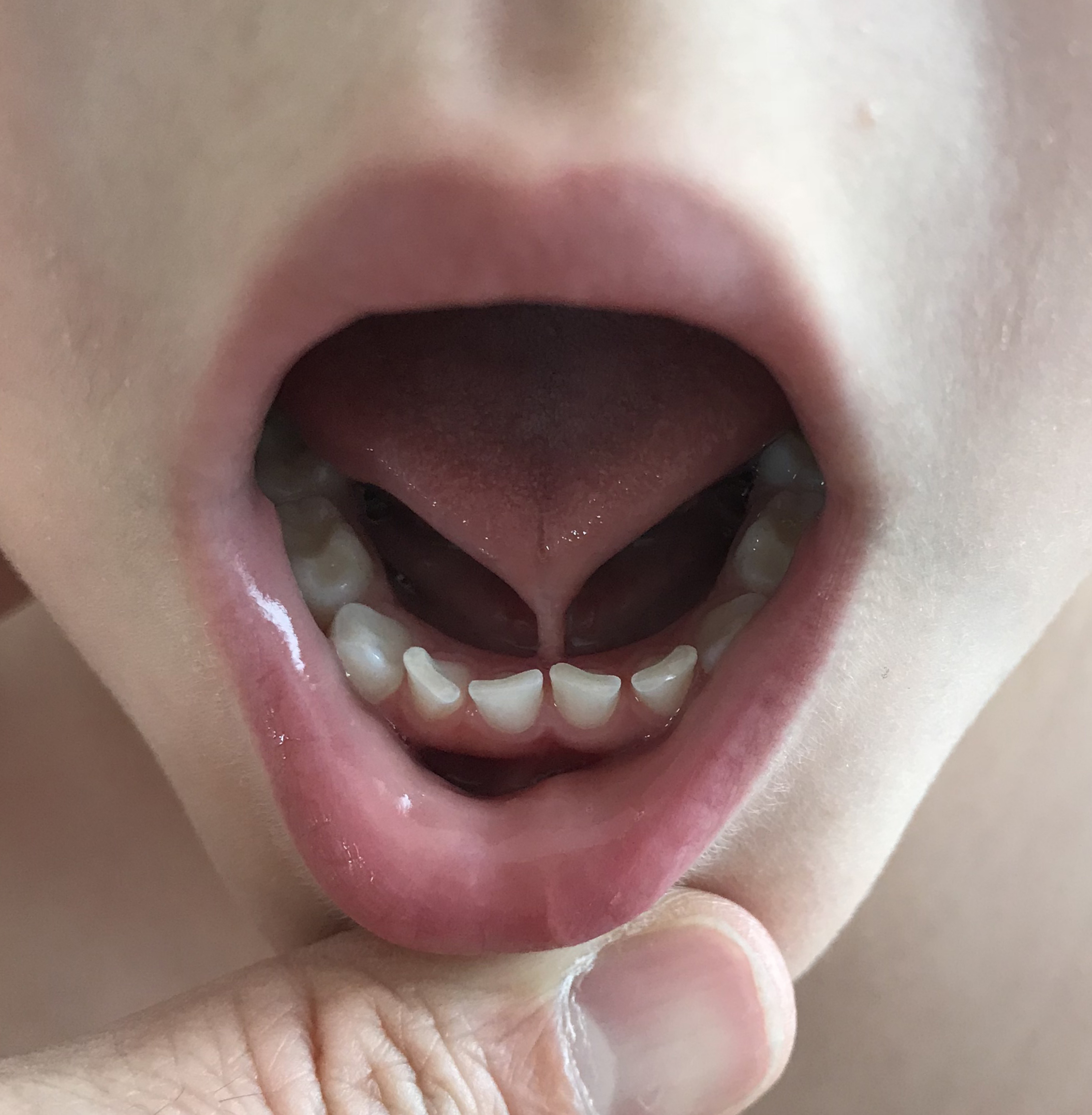
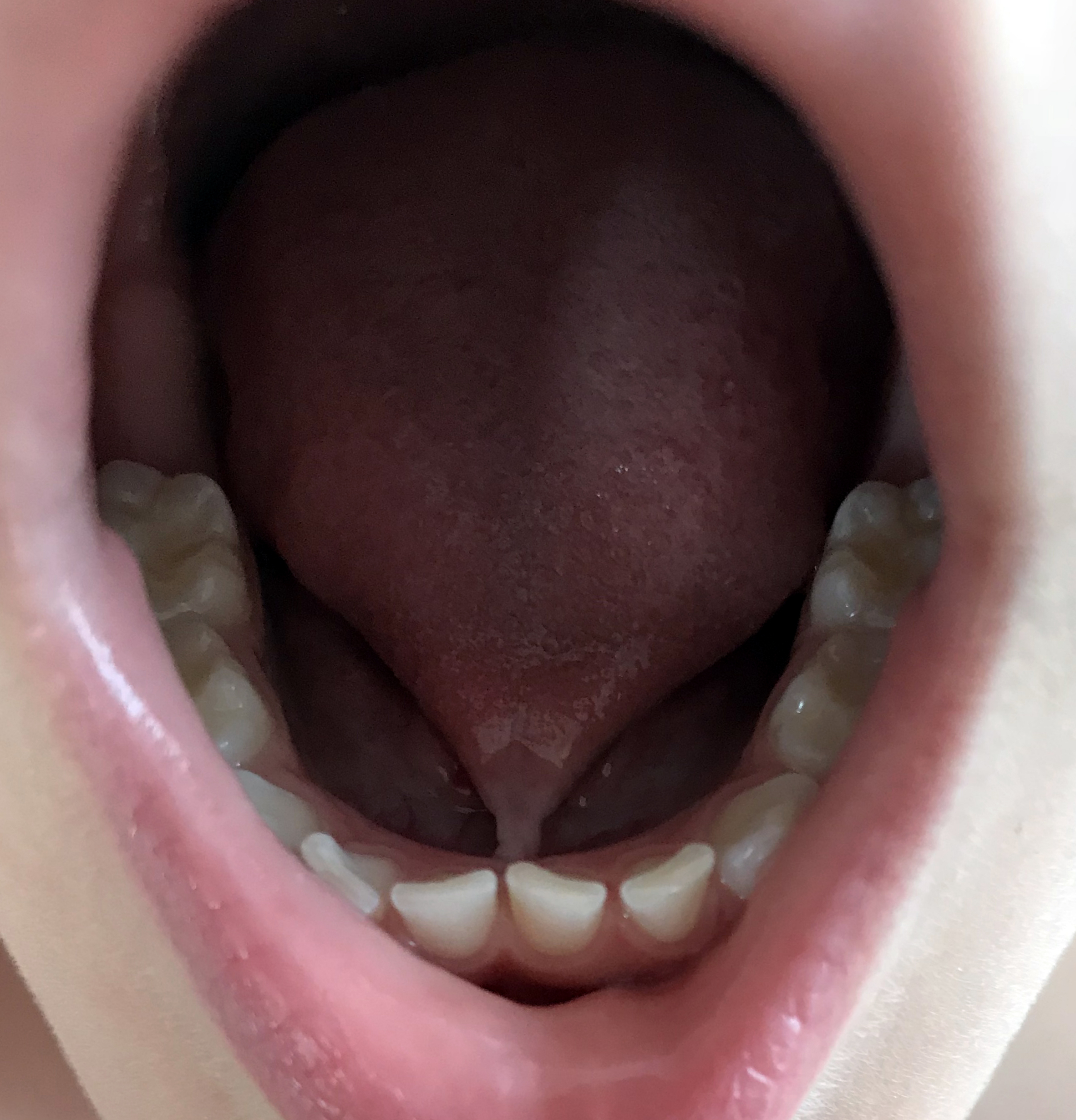
Ankyloglossie chez un enfant de 4 ans.
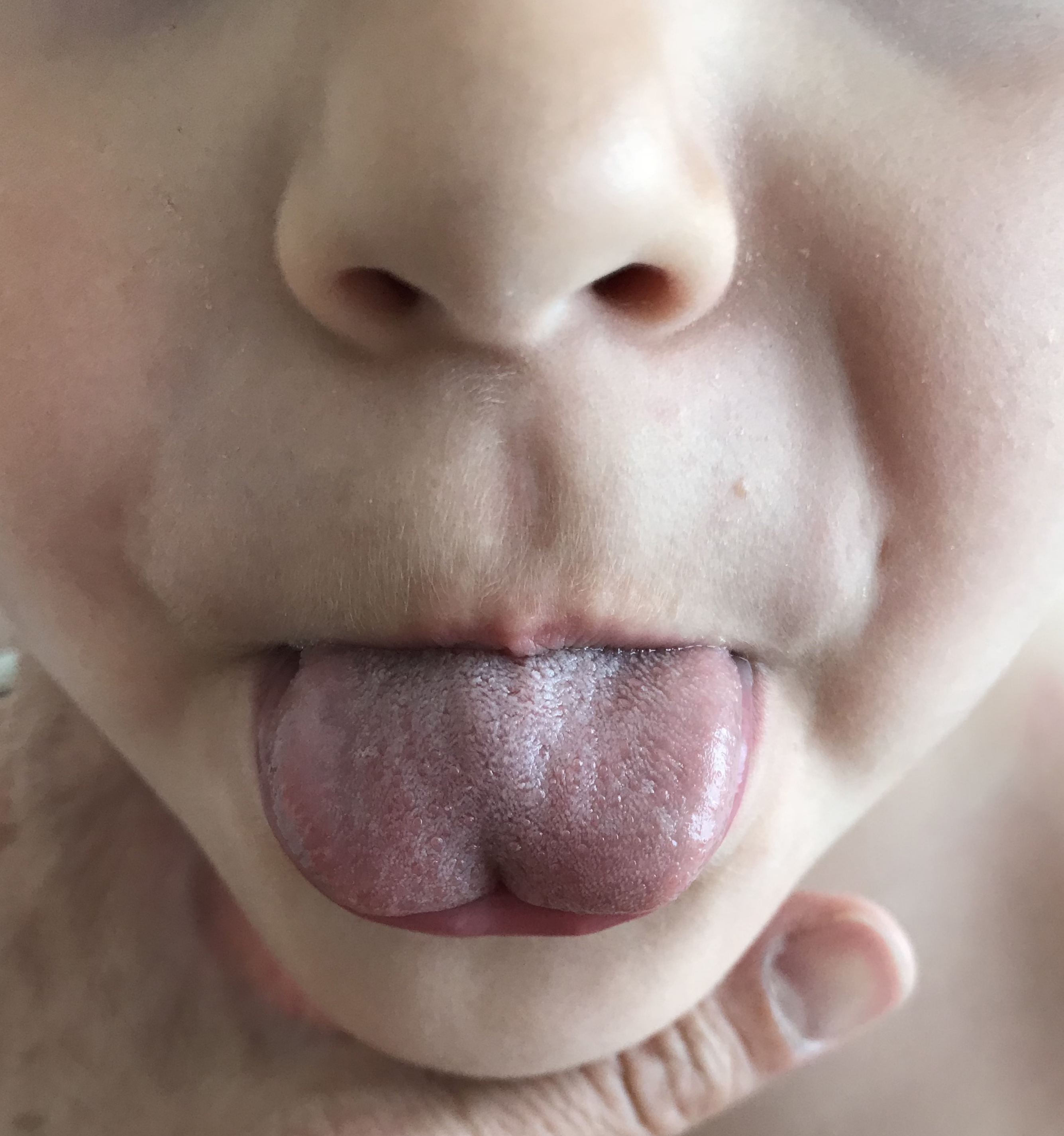